# Josef Vávra-Stařík
Josef Vávra-Stařík, přezdívaný Stařík (12. října 1902 Lhota u Malenovic – 26. srpna 1953 Pankrácká věznice, Praha) byl český učitel a protinacistický a protikomunistický odbojář, první poválečný starosta Zlína. V roce 1953 byl za svou protikomunistickou činnost popraven.

## Životopis

### Dětství a mládí
Narodil se 12. října 1902 v obci Lhota v okrese Zlín (tehdy známé jako Lhota u Malenovic) jako jedno ze čtyř dětí (Marie, František, Františka a právě Josef) otci Františkovi a matce Františce (roz. Smolíkové) do zemědělské rodiny. V Napajedlech absolvoval hospodářskou školu. V Hranicích na Moravě poté absolvoval vyšší lesnickou školu, nedlouho poté začal navštěvovat učitelský ústav ve slovenských Košicích. Od konce 20. let působil v různých oblastech Slovenska jako učitel. Během svého působení v Púchově poznal svoji budoucí ženu Marii. Od roku 1936 působil společně se svojí ženou na místní obecné škole v obci Dubňany na jižní Moravě.

### Protektorát a druhá světová válka
Byl členem agrární strany. Aktivní byl rovněž v různých spolcích, kdy se stal členem Moravsko-slovenské společnosti. Podílel se rovněž na chodu skupiny Národopisná Morava, přičemž spolupracoval s generálem ve výslužbě Josefem Šnajdárkem. Při vzniku Slovenského štátu žádal říšského kancléře Adolfa Hitlera o připojení Slovácka k jeho území. Podílel se rovněž na arizaci židovských obchodů.
V roce 1940 byl ministrem školství protektorátu Čechy a Morava Janem Kaprasem jmenován krajským osvětovým referentem. V souvislosti s nabytím nové funkce se přestěhoval do Starého Města u Uherského Hradiště. O rok později byl kvůli sporům v rámci organizace Národopisná Morava i sporům s německými úřady z funkce odvolán. Chvíli působil jako učitel v obci Studenec. V roce 1943 uprchl na Slovensko, neboť se pravděpodobně obával svého zatčení gestapem. Po útěku používal pseudonym Josef Dubňanský. Na Slovensku se věnoval tvorbě a malování dřevěného moravského folkloru. Zapojil se také do protinacistického odboje v rámci komunistické organizace v fungující kolem města Hlohovec. V rámci své odbojové činnosti pomáhal uprchlíkům, padělal doklady, šířil ilegální tiskoviny a shromažďoval zbraně. Krátce před Slovenským národním povstáním zastával jako zakladatel funkci organizačního vedoucího ilegálních výborů na západním a středním Slovensku.
V roce 1944 se spolupodílel na tvorbě 1. partyzánské brigády Jana Žižky se sídlem v obci Sklabiňa. Stal se jejím výkonným důstojníkem a štábním kapitánem. Jeho jednotka byla v rámci odboje velmi aktivní a s Němci se střetla v bojích u řady slovenských i moravských měst, např. ve Vrútkách, Štiavniku, Rajeci, Uherském Hradišti, Uherském Brodě či Napajedlech. V bojích byl dvakrát raněn a za své počínání dostal řadu vyznamenání a ocenění, jeho statečnost vyzdvihnul například sovětský velitel Dajan Bajanovič Murzin.

### Po válce
V roce 1945 byl po osvobození Zlína zvolen jeho starostou. Chvíli působil rovněž jako předseda místního Revolučního národního výboru. Funkce se vzdal již v červnu 1945, mimo jiné proto, že byl kritizován za svou minulost. Od té doby se zaměřil na adaptaci partyzánských jednotek na mírové podmínky. Začal tak působit jako likvidátor partyzánské brigády Jana Žižky a spoluzaložil Sdružení českých partyzánů. V něm se stal předsedou krajské organizace na Zlínsku. Byl rovněž zvolen členem ústředního vedení organizace v Praze a místopředsedou zemského vedení organizace. V partyzánském hnutí se po válce angažoval rovněž jako člen koordinačního výboru českých a slovenských partyzánů. 
Ve Zlíně založil tzv. Partkol a stal se jeho předsedou. Šlo o svépomocný pracovní kolektiv partyzánů ve Zlíně, jehož ambicí bylo stát se ústřední sociální i ekonomickou základnou moravských partyzánů. V té době však již sílily tlaky československé vlády na začlenění Sdružení českých partyzánů pod sjednocený Svaz národní revoluce. Stařík byl tvrdě proti takovému kroku a s centrální mocí se dostával do čím dál častějších sporů. Mezi moravskými partyzány byl nicméně velmi oblíbený. Tlakem centrálních orgánů byl postupně ve všech organizacích zbaven prakticky všech funkcí. Během událostí během únorového komunistického puče se neúspěšně pokusil založit ve Zlíně krajský akční výbor Sdružení českých partyzánů, načež byl zbaven funkce předsedy Partkolu a vyloučen z partyzánského sdružení. V březnu 1948 kvůli obavám ze svého brzkého zatčení uprchl ze země.

### Po útěku z Československa
Po útěku ze země pobýval v uprchlickém táboře Goetheschule v německém Řezně. V něm se potkal mimo jiné s odbojářem Miloslavem Chocem, který se do Československa vrátil již v dubnu 1948, a kterému měl Vávra předat jisté instrukce. Podílel se také na založení československé uprchlické organizace Český komitét. Odbojář Choc byl po vraždě Augustina Schramma v květnu téhož roku dopaden. Státní bezpečnost v případu jeho vraždy označila Staříka jako jednoho z hlavních pachatelů. V listopadu 1948 byl v nepřítomnosti odsouzen k trestu smrti. Ještě v srpnu 1948 se ale Vávra-Stařík přestěhoval do Paříže. Měl ovšem spory s exilovými organizacemi Československý komitét ve Francii i Radou svobodného Československa a přestože byl v komunistickém Československu odsouzen k trestu smrti, zastával krajně levicové názory. Někteří emigranti se dokonce domnívali, že jeho cílem je protikomunistický odboj v zahraničí rozkládat. Postupně začal zvažovat svůj návrat do Československa.
V rámci svého působení v zahraničí se podílel na založení odbojové organizace Světlana, v rámci které spolupracoval s Antonínem Slabíkem nacházejícím se v Československu. Státní bezpečnost v té době nicméně tajně kontrolovala prakticky veškerou Vávrovu korespondenci a postupem času se jí podařilo do jeho blízkého okolí nasadit své agenty. Státní bezpečnost se rozhodla získat Vávru živého, k čemuž využila jeho plánovaný odchod do Jugoslávie. Při Vávrově cestě na jugoslávské velvyslanectví byl ve Vídni unesen.

### Po zadržení
Dne 2. listopadu 1949 byl vzat do vazby v Pankrácké věznici, kde byl brutálně mučen, i přesto však urputně zapíral svou údajnou spolupráci s gestapem či podíl na vraždě Schramma. Státní bezpečnost jej poté nicméně využívala jako svědka v různých politických procesech včetně procesu s Miladou Horákovou, až teprve v srpnu 1953 byl po téměř čtyřech letech věznění v Pankrácké věznici popraven, i když existují doklady, že sama Státní bezpečnost s vykonáním rozsudku nesouhlasila.  Byl pohřben do společného hrobu na pražském Ďáblickém hřbitově. Po sametové revoluci byl v roce 1990 rehabilitován.
Jeho činnost je vzhledem k jeho názorům a působení považována za kontroverzní. O jeho životě navíc přetrvávají jisté pochyby vzhledem k různým verzím některých událostí. Některá média například spekulovala o jeho zapojení do vraždy Jana Masaryka.